# Stricto sensu
Sensu stricto [senzú striktó] je latinský obrat s významem „v přesném slova smyslu“, „v úzkém slova smyslu“, „v užším slova smyslu“, „v přísném slova smyslu“. Užívá se mj. v biologické systematice a v medicíně. Zkracuje se s. s., s. str., sens. str. – dle oborového úzu a zvyklosti.
V některých oborech, například v právu, se užívá invertované stricto sensu s významem „přísně vzato“, „v přísném (úzkém) slova smyslu“, viz níže.

## Sensu lato
Sensu lato [senzú látó] má opačný význam, znamená „v širokém slova smyslu“, „v širším slova smyslu“. Zkracuje se s. l., s. lat., sens. lat. – dle oborového úzu a zvyklosti.

## Sensu
Sensu: V biologické literatuře se užívá i samotné sensu (sens.) s významem „ve smyslu“, „podle“, například sensu Linnaei [senzú linéí] – „podle Linného“, například.
Pěnčík uvádí:
- sensu – ve smyslu, v pojetí, podle
- sensu latiore –  v širším pojetí
- sensu latissimo	– v nejširším pojetí
- sensu lato (s. l.) – v širokém pojetí
- sensu strictiore – v užším pojetí
- sensu strictissimo – v nejužším pojetí
- sensu stricto (s. s.) – v úzkém pojetí [9]

## Stricto sensu
Stricto sensu, řidčeji stricte je v právu užívaný latinský obrat, jehož význam je „přísně vzato“, „v přísném (úzkém) slova smyslu“. Opakem je largo sensu v širokém smyslu slova, které se používá řidčeji.

## Příklady
Příklady z medicíny:
- Borrelia burgdorferi s. s. je v Evropě původcem lymeské borreliózy spíše vzácně. Převážně je to Borrelia afzelii a Borrelia garini, dříve označované Borrelia burgdorferi sensu lato.[2]
- Skupina patogenů dříve označovaná Borrelia burgdorferi sensu lato je dnes členěna do více než deseti genotypů podle bakteriálních genomů. Jednotlivé druhy mají různou afinitu ke tkáním. Například Borrelia burgdorferii sensu stricto napadá především kloubní a nervový systém člověka, Borrelia afzelii je spojována s kožními projevy (erythema migrans, ACA) a Borrelia garinii je dávána do souvislosti s neurologickými projevy.[11][12]

Příklad z práva:
- Obnova řízení proto představuje opravný prostředek restituční povahy. Může být koncipována pouze jako vlastní obnova řízení (obnova řízení stricto sensu) nebo může vedle toho plnit rovněž účely žaloby pro zmatečnost (obnova řízení largo sensu). V českém soudním řízení správním se v případě obnovy řízení jedná o obnovu řízení stricto sensu, zatímco v polském soudním řízení správním o obnovu řízení largo sensu.[13]

## Omyly
- BIOLOGIE: Zápis „stricto senzu“ je chybný, protože obrat je latinský a z se vyslovuje, ale nepíše.
- PRÁVO: Zápis „senzu stricto“ je chybný, protože obrat je latinský a z se vyslovuje, ale nepíše. Zápis „senzus lato“ ignoruje právní terminologii (správně: largo sensu).[10]